# クリストファー・プリースト
クリストファー・マッケンジー・プリースト（Christopher McKenzie Priest、1943年7月14日 - 2024年2月2日）は、イギリスのSF作家。

## 経歴と作品
チェシャー州に生まれ、16歳でマンチェスターの公立学校を卒業し、ロンドンの会計事務所に勤める。18歳の頃からSFを読み始めて、創作も手がけるようになり、1966年に『SFインパルス』誌に短編「The Run」を発表し作家デビュー、同誌やその姉妹誌『ニュー・ワールズ』に作品が掲載されるようになる。「The Run」は、ジュディス・メリルのアンソロジー『England Swings SF』にも収録され、ニュー・ウェーブの作家の一人と見なされるようになった。
1968年に勤めを辞めて、作家専業となる。1970年に最初の長編『伝授者』を発表、重厚な作風で注目を集める。第二長編『Fugue For a Darkening Island』はジョン・W・キャンベル記念賞にノミネート、1974年に第三長編『逆転世界』で英国SF協会賞を受賞、ヒューゴー賞の候補にもなり、イアン・ワトスンらと共に1970年代のイギリスを代表する新人と言われた。1981年に発表した『The Affirmation』は、SF的なテーマを扱いながら、「よりリアリスティックな設定の中で、全く新しい視点から探求する」（若島正）作風になり、主流文学畑でも受け入れられ、1983年、イギリスの文芸雑誌Granta誌の若きイギリス人作家20人に選ばれた。
1981年に作家のリサ・タトルと結婚し、1987年に離婚。1988年に作家のリー・ケネディと再婚し、双子の子供をもうけ、ヘイスティングスに在住。1995年には、未完（未刊行）アンソロジー『最後の危険なビジョン』の編者ハーラン・エリスンを批判するパンフレットを作成し、ヒューゴー賞ノンフィクション部門にノミネートされた。1999年にはデヴィッド・クローネンバーグの映画『イグジステンズ』のノベライゼーション執筆。
作品の多くはSFに分類される。その作品は「信頼できない語り手」を特徴とし、語り、真実、記憶の性質、現実といった事柄に疑問を投げかける。
SFの先駆者であるH・G・ウェルズに強く影響を受けている。2006年には国際H・G・ウェルズ協会(en)の副会長に就任した。
晩年は作家のニーナ・アランと交際しており、2024年2月2日にスコットランドにあるビュート島のロスシーで死去。訃報はアランが発表した。

## 著作リスト
- Indoctrinaire (1970年) 
  - 『伝授者』鈴木博訳 サンリオSF文庫
- Fugue For a Darkening Island (1972年)
- Inverted World (1974年) ：英国SF協会賞受賞[6]
  - 『逆転世界』安田均訳 サンリオSF文庫・創元SF文庫 1983年
- Real-Time World (1974年)
- The Space Machine (1976年) ：ディトマー賞（オーストラリア）受賞[7]
  - 『スペース・マシン』中村保男訳 創元推理文庫 1978年
- A Dream of Wessex (1977年) 
  - 『ドリーム・マシン』中村保男訳 創元SF文庫 1979年
- An Infinite Summer (1979年) 
  - 『限りなき夏』古沢嘉通訳 国書刊行会（未来の文学） 2008年
- The Affirmation (1981年) ：ディトマー賞受賞
- The Glamour (1984年) ：クルト・ラスヴィッツ賞（ドイツ）、イマジネール賞（フランス）海外長編部門受賞
  - 『魔法』古沢嘉通訳 ハヤカワ文庫FT 1995年
- The Book on the Edge of Forever: An Enquiry into the Non-Appearance of Harlan Ellison's the Last Dangerous Visions (1985年) ** ノンフィクション
- The Quiet Woman (1990年)
- The Prestige (1995年) ：世界幻想文学大賞受賞[8]、ジェイムズ・テイト・ブラック記念賞受賞
  - 『奇術師』古沢嘉通訳 ハヤカワ文庫FT  2004年
- The Extremes (1998年) ：英国SF協会賞受賞[9]
- eXistenZ (1999年) ：映画『イグジステンズ』のノヴェライズ
  - 『イグジステンズ』柳下毅一郎訳 竹書房 2000年
- The Dream Archipelago (1999年)
- The Separation (2002年) ：英国SF協会賞[10]／アーサー・C・クラーク賞[11]受賞、邦訳『双生児』古沢嘉通訳 早川書房 2007年　のちハヤカワ文庫FT 2015年
- The_Islanders (2011年) ジョン・W・キャンベル記念賞、英国SF協会賞受賞 邦訳『夢幻諸島から』古沢嘉通訳 早川書房（新☆ハヤカワ・SF・シリーズ）2013年
- The_Adjacent (2013年)
  - 『隣接界』古沢嘉通・幹遙子訳 早川書房（新☆ハヤカワ・SF・シリーズ） 2017年
- The_Gradual (2016年)

## 映像化作品
- 『プレステージ』(2006年) クリストファー・ノーラン監督。The Prestigeの映画化